# 法赫德国王国际机场
法赫德国王国际机场（阿拉伯語：مطار الملك فهد الدولي）是位于沙特阿拉伯王国第三大城市、东部省省会达曼西北方向15公里的一座巨型国际机场，以已故沙特阿拉伯国王、两圣地监护人法赫德·本·阿卜杜勒-阿齐兹·阿勒沙特命名，占地面积780平方公里，是全世界占地面积最大的机场。
法赫德国王国际机场于1999年11月28日建成使用，成为继利雅得哈立德国王国际机场和吉达阿卜杜勒-阿齐兹国王国际机场之后的沙特阿拉伯第三座主机场。该机场启用后，原宰赫兰国际机场由军民合用机场转为军用机场。

## 历史

### 设计和建造
设计始于1976年。现场总体规划由建筑公司Yamasaki＆Associates和波音航空系统国际公司创建，并于1977年完成。建设始于1983年，机场于1999年11月28日开始商业运营。

## 位置
该机场位于该国东部省，位于盖提夫和达曼之间，距离达曼约20公里（12英里）。 这个机场的位置提供了独特的作用，因为它拥有到巴林最短的国际航班，以及经营沙特阿拉伯在达曼和塔布克之间最长的国内航班。 机场通过两条主要道路与人口稠密地区相连。 北部出口曾经是唯一一个将机场与盖提夫连接的一条四车道高速公路。 南部出口是将机场与达曼的法赫德国王路（King Fahd Road），为六车道高速公路，现在被视为通往机场的主要道路。 Abu Hadriyah 高速公路(阿拉伯语：ابوحدريّة)是机场的东部边界，而Dammam-Riyadh高速公路则是南部边境。 在机场的南部边境，沙特阿美公司占地250平方公里（97平方英里），用于石油钻探和运输设施。

## 航站楼
该航站楼有六层楼，其中三层分配给旅客。 第三级是抵达层，第六级是离港层，第四级是登机层。
客运航站楼的总面积为327,000平方米（3,520,000平方英尺）。 第一阶段建造了大约247,500平方米（2,664,000平方英尺），另外还有11座固定乘客登机桥，在31个固定登机桥的原始设计能力范围内提供15个登机口。 目前，11个登机桥中只有7个可以用于国际航班抵达，因为其余四个登机口的南部部分尚未使用，因为这些登机口与护照管制和海关无关，但由于国内航班完全是从运营的北部运行，所有11个登机桥都可用于国内航班以及国际航班的起飞。
该码头配备了几个客户柜台，其中66个分配给本国，44个分配给外国航空公司，其余用于海关和移民。

### 面积最大的国际机场
吉尼斯世界纪录提到这个机场是世界上最大的机场，总面积为780平方公里（比巴林大）。 然而，官方网站公布的实际机场面积为3,675公顷（9,080英亩），即36.75平方公里。它的确提到总面积为77,600公顷（192,000英亩），但其中包括整个房产。

### 服务和设施

#### 清真寺
机场清真寺建在停车场的屋顶上，位于46,200平方米（497,292平方英尺）的园景区中间。 它的建筑设计结合了现代风格和古老的伊斯兰风格。 清真寺可容纳两千名信徒，除了第三座开放式桥梁外，还可以通过两个带有移动安全带的封闭空调桥梁从客运大楼轻松到达。

#### 宾馆
希尔顿酒店拥有250间客房，目前正在建设中，预计将于2018年底或2019年初开业。酒店将通过人行天桥与机场航站楼相连，方便客人轻松前往酒店。

### 皇家航站楼
皇家航站楼专供沙特王室，政府人员和官方客人使用。 该码头建筑面积为16,400平方米（177,000平方英尺），有四座连接码头和飞机的桥梁。 拥有豪华的布置和装饰，包括广泛的园景外景和庭院。 尽管有着专门的用途，王室成员却很少使用这个航站楼，他们通常更喜欢在阿卜杜勒阿齐兹国王空军基地使用类似的特殊航站楼。